# Gengar
Gengar (ゲンガー Gengā?) es una especie de Pokémon de Nintendo y de la franquicia de Pokémon de Game Freak. Este Pokémon es de tipo fantasma y veneno. Tiene muchas púas en su espalda, y tiene unos imponentes ojos rojos y una sonrisa larga y burlona. A partir de la sexta generación puede evolucionar a Mega-Gengar, pero solo en combates, cambiando su habilidad que era Levitación a Sombra Trampa. Es un personaje elegible de Pokkén Tournament. Su forma variocolor pasa a ser de color blanco con ojos azules en el lugar de rojos.
En su forma Gigamax, sus ojos se vuelven amarillos anaranjados con la pupila roja, sus brazos pasan a estar separados de su cuerpo, su boca se vuelve muy grande y su lengua se alarga hasta sobresalir de la mandíbula. En su forma variocolor, sus ojos pasan a ser negros y la pupila sigue siendo del mismo color, su cuerpo se vuelve blanco y la zona interior de su boca se oscurece considerablemente junto con la sombra de su lengua, que obscurece.
Gengar ha sido bien recibido por los medios, conocido como popular entre los niños varones mayores y elogiado por su apariencia. Grupos como IGN y Official Nintendo Magazine elogiaron sus habilidades y estilo, y ambos lo nombraron uno de los mejores personajes de la serie. Gengar es la forma evolucionada final de los tres Pokémon fantasmas originales y se conoce como el Pokémon Sombra.

## Diseño y características
A diferencia de otros Pokémon de la franquicia, Gengar apareció originalmente en el manga Capsule Monsters, un concepto temprano de Satoshi Tajiri que se convirtió en la base de la franquicia Pokémon moderna. Durante el desarrollo de los juegos de Pocket Monsters Red and Green, que se localizaron fuera de Japón como Pokémon Red and Blue, el ilustrador de Game Freak Ken Sugimori adaptó el concepto de personaje para los juegos. Llamado "Gengaa" en japonés, Nintendo decidió dar a las distintas especies de Pokémon "nombres ingeniosos y descriptivos" relacionados con su apariencia o características al traducir el juego para el público occidental como un medio para hacer que los personajes se relacionen mejor con los niños estadounidenses. Originalmente se tuvo la intención de llamar a la especie «Phantom», sin embargo debido a una marca registrada existente para un personaje con el mismo nombre, adaptaron su nombre japonés para el idioma inglés. Se le dio una "Mega Evolución" en Pokémon X &Y con una apariencia más agresiva. El productor de la serie Junichi Masuda señaló que Mega Gengar era difícil de renderizar en 3D debido a algunas de las cosas que iba a hacer.

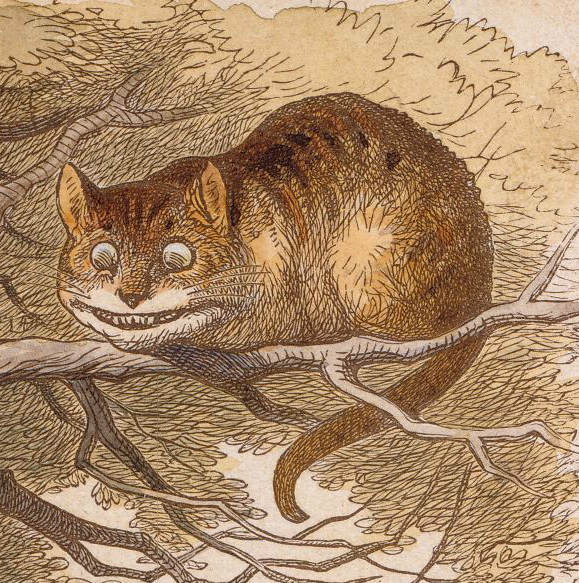
La sonrisa macabra de Gengar y sus grandes ojos podrían estar inspirados en el Gato de Cheshire.

Conocido como el Pokémon de las Sombras, Gengar es un Pokémon de color púrpura oscuro con un cuerpo redondeado. Gengar es la primera de sus evoluciones en tener manos y piernas conectadas a su cuerpo. Gengar también tiene la espalda cubierta de púas y sus ojos son de un rojo siniestro. Su boca suele estar curvada en una sonrisa maliciosa como el Gato de Cheshire. Gengar roba el calor del área que lo rodea; su presencia enfría la temperatura del área circundante en casi 10 °F.
Gengar es una especie muy traviesa y en ocasiones maliciosa, vive en las sombras de las habitaciones, cuevas y lugares oscuros donde se forman las sombras, especialmente en áreas urbanas como ciudades y callejones, pero solo durante la noche. Les gusta gastar bromas pesadas, como fingir ser su sombra y luego comportarse de forma errática. Cuando la víctima nota el cambio repentino en el movimiento de su sombra y se asusta, Gengar se deleita con el miedo de la víctima. Gengar tiene la capacidad de lanzar maldiciones sobre su enemigo, y se dice que roba las vidas de aquellos que se pierden en las montañas al alcanzar la sombra de la presa y esperar en silencio una oportunidad.

### Batalla competitiva
Gengar ha sido un Pokémon de primer nivel de competición desde la primera generación, debido a su buena estadística en velocidad y su tipo fantasma, y en la tercera generación, se volvió inmune a los movimientos terrestres debido a la habilidad de Levitar. Sin embargo, Gengar no pudo usar los movimientos de tipo Fantasma y Veneno de manera efectiva debido a su baja estadística de ataque y al hecho de que todos los ataques de ambos tipos se calcularon utilizando dicha estadística, ya que se clasificaron como movimientos físicos. La Generación 4 dividió los ataques para que fueran físicos o especiales basados en sus atributos en lugar del tipo, lo que hizo que varios ataques de tipo fantasma y veneno fueran especiales, por lo tanto, entra en juego la estadística de ataque especial de Gengar, y la Generación 6 le dio una Mega Evolución muy fuerte con muy alta velocidad y ataque especial, por lo que fue prohibido en el juego competitivo. Sin embargo, perdió su inmunidad terrestre en la séptima generación debido a que la habilidad Levitar fue reemplazada por Cursed Body.

## Apariciones

### En videojuegos
El debut de Gengar en los videojuegos fue en Pokémon Rojo y Azul, donde aparece de espaldas en la presentación inicial luchando contra un Nidorino, en dicho juego sólo se puede obtener intercambiando a Haunter haciendo que este evolucione. Luego apareció en varias entregas incluyendo Pokémon Oro y Plata, Pokémon Rojo Fuego y Verde Hoja, Pokémon Diamante y Perla, Pokémon HeartGold y SoulSilver, Pokémon Blanco y Negro, Pokémon X e Y, y Pokémon Sol y Pokémon Luna. Entrenadores notables que usan Gengar son Agatha de Kanto Elite Four, Morty, líder de gimnasio de Ecruteak City Gym, y Fantina, líder de gimnasio de Hearthome City Gym. Fuera de la serie principal, Gengar ha aparecido en los juegos Pokémon Ranger. En Pokémon Mystery Dungeon, Gengar es el principal antagonista y el líder del Team Meanies, que incluye a Ekans y Medicham. Gengar pasa gran parte del juego causando problemas, incluso convenciendo a la aldea de exiliar al héroe, culpándolo de los desastres naturales. Sin embargo, más tarde se revela que Gengar es el humano maldito que menciona la trama. Gengar es un NPC en PokéPark Wii: Pikachu's Adventure y su secuela, PokéPark 2: Wonders Beyond. En Pokémon X e Y, Gengar puede convertirse en Mega Gengar, con su nuevo tercer ojo sin parpadear capaz de mirar hacia otras dimensiones. Gengar es un personaje jugable en Pokken Tournament.

### En anime
En el anime, Gengar hizo su primera aparición en la apertura del primer episodio, "¡Pokémon, te elijo a ti! ", Donde él y un Nidorino lucharon en un Coliseo en la televisión, una escena que imitaba la introducción de Pokémon Azul. Ash vio por primera vez a Gengar en persona en Lavender Town en "La Torre del Terror" mientras buscaba un Pokémon de tipo Fantasma con el que luchar contra Sabrina, la líder del gimnasio de Saffron City especializada en Psychic-types. Debido a una llamada cercana, Ash pasó un tiempo inesperado con el trío fantasmal, Gastly, Haunter y Gengar. Él, junto con Haunter, parecía tener afición por el stand-up japonés e intentó sin éxito divertir a Ash actuando como un par de artistas. En "El antiguo rompecabezas de Pokémopolis", un Gengar gigante se despertó donde luchó contra un Alakazam igualmente grande. Drake de las Islas Naranja usó un Gengar en su batalla con Ash en "¡Hola, Pummelo!" y "Enter The Dragonite". Un Gengar apareció bajo la propiedad del líder del gimnasio de la ciudad de Ecruteak, Morty, en "Un fantasma de una oportunidad", "De fantasma en fantasma" y "¡Por Ho-Oh the Bells Toll!" . Agatha usó un Gengar para luchar contra el Pikachu de Ash en "The Scheme Team"; su Gengar en realidad derrotó al Pokémon ratón eléctrico. Ash luego capturaría a su propio Gengar en la serie de anime Sword and Shield. Gengar también aparece en la película 19 de Pokémon "Volcanion y la Magearna mecánica" en su forma variocolor, junto con otros pokémon mega-evolucionados como Salamence y Gardevoir variocolor.

### En otros medios
En el manga Pokémon Adventures, Agatha tiene dos Gengar en su equipo. Uno de ellos fue utilizado para atacar a Blue y Koga desde las sombras, drenando la fuerza vital de este último mientras poseía su sombra. Otro Gengar fue visto al comienzo de la saga FireRed y LeafGreen en el Volumen 23. Fue utilizado por un niño de Pueblo Paleta en un intento de capturar un Nidorino, replicando la secuencia inicial de Pokémon Rojo y Azul .

## Promoción y acogida
Gengar y sus primeras evoluciones fueron Pokémon populares en Pokémon Rojo, Azul y Amarillo. Un juego de edición limitada con temática de Gengar de Eggo Waffles con sabor a chispas de chocolate se hizo en una asociación entre Nintendo y Kellogg's. El artista de Pokémon Ken Sugimori señaló a Gengar como su Pokémon favorito debido a su diseño simplista. El libro Pikachu's Global Adventure: The Rise and Fall of Pokémon citó a Gengar como popular entre los niños varones mayores que tienden a sentirse atraídos por personajes "duros o aterradores". Cindy Jacobs, autora de Líbranos del mal, afirmó que la capacidad de Gengar para "maldecir a los jugadores de Pokémon" les enseñó a los niños que "maldecir mediante la magia" estaba bien. Time lo describió con una "sonrisa endiabladamente linda, cuernos a juego y una columna vertebral de cocodrilo". GamesRadar describió a la especie junto con sus dos preevoluciones como los Pokémon de tipo Fantasma "más famosos" ". Afirmaron además que el diseño de Gengar lo hacía "extremadamente deseable". En 2013, ScrewAttack colocó a Gengar en el número 3 entre los diez mejores fantasmas en la historia de los videojuegos.
La revista oficial de Nintendo (ONM) nombró a Gengar como uno de los diez mejores Pokémon del juego a partir de 2010, afirmando que la gente "o ama a Gengar o lo odia". En una encuesta posterior basada en lectores, se ubicó en el noveno lugar como uno de los mejores personajes fantasmas en un juego de Nintendo, lo que la revista atribuyó a su diseño. ONM también lo incluyó en su lista de Pokémon geniales no legendarios. El editor Thomas East lo señaló como un "favorito de culto" del personal de ONM. IGN llamó a Gengar el mejor Pokémon tipo Fantasma en rojo y azul, y también elogió su apariencia, citando un parecido con Nekobus de Mi vecino Totoro. Patricia Hernández nombró a Gengar su favorito de Pokémon Rojo y Azul. Los lectores de IGN lo nombraron el 17 ° mejor Pokémon. La exeditora de IGN Audrey Drake lo llamó un "proxeneta". Game Informer lo llamó el 32.º mejor Pokémon. Game Revolution también lo incluyó en su lista de los mejores Pokémon con 15.
Patricia Hernández criticó su forma Mega, a pesar de su admiración por Gengar. Ella sintió que no mejoraba, solo que era más extraño. También sintió que su color alternativo más raro era peor que su forma normal. Su forma Mega ocupó el tercer lugar en una encuesta de lectores japoneses realizada por Famitsu entre otras formas Mega.